# Stava (roman)
Stava je ljubezenski roman, ki ga je napisala ameriška pisateljica Jennifer Crusie. Izvirni naslov romana Bet me je v slovenščino prevedla Alenka Perger in lektorirala Nina Novak.

## Vsebina
Minerva Dobbs ne verjame v pravo ljubezen. Njen fant David prekine njuno razmerje, češ da mu to ne ustreza več, a njena prijateljica Bonnie ji še vedno ponuja pravljice o princu na belem konju. Še isti večer jo Bonnie in Liza poskušata pripraviti do tega, da bi si našla novega fanta. Opazijo Calvina Morriseya, ki pogleduje v njihovo smer, a kasneje ugotovijo, da je z Davidom stavil, da lahko v mesecu dni Minervo spravi v posteljo. Kljub temu Minerva pristopi do njega, a mu ne izda, da ve za stavo. Po neuspeli večerji se tako Minerva kot Calvin strinjata, da se nikoli več ne vidita.
A kmalu se ponovno srečata in začneta spopadati z vsakdanjimi stvarmi, ki ju obdajajo. Od Davida, ki ga nenadoma popade ljubosumje, redilnimi krofi, dietami, teorijo kaosa, poroko Minervine sestre, Minervino inteligentno mačko do kuhanja slastnega piščanca z marsalo. Najhuje kar ju čaka in kar ni nihče od njiju pričakoval je prava ljubezen, ki se počasi vzplameni med njima. A na njuno sveže razmerje lahko odločilno vpliva stava, ki še vedno teče med Davidom in Calvinom.

## Zbirka
Roman je bil izdan v zbirki Beli Meander.

## Ocene in nagrade
Avtorica je za to delo prejela nagrado Romance Writers of America 2005 RITA v kategoriji za najboljši sodobni roman.

## Izdaje in prevodi
- Angleški izvirnik iz leta 2004 (COBISS)
- Prva slovenska izdaja iz leta 2004 (COBISS)
- Novejša slovenska izdaja iz leta 2010 (COBISS)

Roman je bil preveden tudi v druge jezike: nemški, španski, nizozemski, ruski, švedski, kitajski, japonski in drugi.